# بياتريس غوميز
بياتريس غوميز هي كاياكيرة برتغالية، ولدت في 31 ديسمبر 1979 في قلمرية في البرتغال.

## وصلات خارجية
- بياتريس غوميز على موقع أوليمبيديا (الإنجليزية)